# Mary Lake
Mary Lake är en sjö i Kanada.   Den ligger i District Municipality of Muskoka och provinsen Ontario, i den sydöstra delen av landet, 280 km väster om huvudstaden Ottawa. Mary Lake ligger 280 meter över havet. Arean är 10,4 kvadratkilometer. Den sträcker sig 5,8 kilometer i nord-sydlig riktning, och 4,5 kilometer i öst-västlig riktning.